# Nicholas Sparks
Nicholas Charles Sparks (Omaha, Nebraska; 31 de diciembre de 1965) es un escritor, guionista y productor estadounidense. Como escritor sus novelas han alcanzado éxito internacional.  
Ha publicado 20 novelas, 11 de las cuales han sido llevadas al cine: Mensaje en una botella, Un paseo para recordar, El diario de Noah, Noches de tormenta, La última canción, Querido John, Cuando te encuentre, Un lugar donde refugiarse, Lo mejor de mí, El viaje más largo y En nombre del amor.
Vive en New Bern, Carolina del Norte, con su esposa Catherine y sus cinco hijos.

## Biografía
Nicholas Sparks nació en la víspera de Año Nuevo en Omaha, Nebraska hijo de Patrick Michael Sparks, profesor, y Jill Emma Marie Thoene Sparks, ayudante de oftalmólogo. Sus hermanos son Michael Earl "Micah" Sparks (1964–), y Danielle "Dana" Sparks (1966–2000). Sparks fue criado como católico y tiene ascendencia alemana, checa, inglesa, e irlandesa.
Debido a que su padre cursaba estudios superiores cuando Nicholas era niño, vivió en Minnesota, Los Ángeles, y Grand Island, Nebraska, antes de cumplir ocho años de edad. En 1974 su familia finalmente se estableció en Fair Oaks, California y continuaron viviendo allí mientras Nicholas fue a la secundaria. Se graduó en 1984 con honores de la Escuela Secundaria Bella Vista, y posteriormente asistió a la universidad, habiendo recibido una beca de escolaridad de la Universidad de Notre Dame. En su primer año de universidad, en 1985, el equipo de atletismo de Sparks estableció un récord aún vigente, en la carrera de relevos de 4 x 800 metros. Se graduó en Finanzas en 1988.
Nicholas conoció a su esposa Catherine Cole (de New Hampshire) durante las vacaciones de primavera de 1988. Se casaron en julio de 1989 y vivieron en Sacramento, California. Luego de haber sido rechazado tanto por editores como por las universidades de leyes, Nicholas trabajó en empleos distintos durante los siguientes tres años, tales como vendedor de bienes raíces, camarero, vendedor de productos por teléfono, y emprendedor de su propio negocio. En 1992, Sparks comenzó a vender productos farmacéuticos y en 1993 fue transferido a New Bern, Carolina del Norte, en donde escribió su primera novela publicada The Notebook.
Nicholas y su esposa actualmente residen en New Bern con sus cinco hijos, Miles Andrew (nacido el 17 de septiembre de 1991 en Sacramento County, California), Ryan Cote, y Landon, y sus hijas gemelas, Lexie Danielle y Savannah Marin. Nicholas recientemente ha realizado donaciones a la Escuela Secundaria New Bern High School y contribuye en obras de caridad locales y nacionales. Además, participa en el Programa Creativo de Escritura (MFA) en la Universidad de Notre Dame proveyendo becas y asesoramiento para los estudiantes.

## Carrera como escritor
En 1985 Sparks escribió su primera novela, The Passing en sus vacaciones de verano, cuando estudiaba en sus primeros años en Notre Dame. Lamentablemente nunca fue publicada. En 1989 escribió su segunda novela, tampoco publicada, titulada The Royal Murders. En 1994, durante un periodo de seis meses, Nicholas escribió la que sería su primera novela publicada, The Notebook. Fue descubierto por la agente literaria Theresa Park, quien eligió a The Notebook entre una pila de manuscritos, lo leyó, y se ofreció a representar a su autor. En octubre de 1995, Park consiguió un contrato de un millón de dólares por los derechos de publicación de The Notebook de Time Warner Book Group. La novela fue publicada en octubre de 1996 y apareció en la lista de superventas de The New York Times en su primera semana de ventas.
Luego de su primer éxito literario, escribió un número de superventas internacionales, que fueron traducidos a treinta y cinco idiomas. Once de sus novelas han sido llevadas al cine: Message in a Bottle (1999), A Walk to Remember (2002), The Notebook (2004), Nights in Rodanthe (2008), Dear John (2010), The Last Song (2010), The Lucky One (2012), Safe Haven (2013), The Best of Me (2014), The Longest Ride (2015) y The Choice (2016). Cada película ha recaudado un total de:
- Message In A Bottle, más de $118 millones.[4]
- A Walk To Remember, más de $47 millones.[5]
- The Notebook, más de $115 millones.[6]
- La última canción
- The Lucky One, más de 90 millones.[7]

En 1990, Sparks coescribió con Billy Mills Wokini: A Lakota Journey to Happiness and Self-Understanding; el libro fue publicado por Feather Publishing, Random House, y Hay House Books. Las ventas superaron 50.000 copias en su primer año de lanzamiento.
El éxito hace que sus novelas sean uno de los negocios más importantes de Hollywood. Nicholas ha escrito también un guion aún no publicado para The Guardian. Según el sitio web oficial, Sparks ya ha vendido guiones para "True Believer" y "At First Sight".
Nicholas Sparks ha sido Best seller en New York Times y ha sido también best-seller internacional. En una encuesta de lectores de entretenimiento semanal, fue seleccionado como el autor favorito. Y también fue seleccionado por la revista People como el "autor más sexy".  Muchos de sus libros han sido reconocidos y premiados pero Nicholas Sparks no ha recibido ningún premio como escritor.

## Obras

### Novelas
| Título original     | Título en español                   | Año de publicación | Serie                           |
| ------------------- | ----------------------------------- | ------------------ | ------------------------------- |
| The Notebook        | El Cuaderno                         | 1996               | El diario de Noah #1            |
| Message in a Bottle | Mensaje en una botella              | 1998               |                                 |
| A Walk to Remember  | Un paseo para recordar              | 1999               |                                 |
| The Rescue          | El rescate                          | 2000               |                                 |
| A Bend in the Road  | El sendero del amor                 | 2001               |                                 |
| Nights in Rodanthe  | Noches de tormenta                  | 2002               |                                 |
| The Guardian        | El guardián                         | 2003               |                                 |
| The Wedding         | La boda                             | 2003               | El diario de Noah #2            |
| True Believer       | Fantasmas del pasado                | 2005               | Jeremy Marsh & Lexie Darnell #1 |
| At First Sight      | A primera vista                     | 2005               | Jeremy Marsh & Lexie Darnell #2 |
| Dear John           | Querido John                        | 2006               |                                 |
| The Choice          | En el nombre del amor               | 2007               |                                 |
| The Lucky One       | Cuando te encuentre                 | 2008               |                                 |
| The Last Song       | La última canción                   | 2009               |                                 |
| Safe Haven          | Un lugar donde refugiarse           | 2010               |                                 |
| The Best of Me      | Lo mejor de mí                      | 2011               |                                 |
| The Longest Ride    | El viaje mas largo                  | 2013               |                                 |
| See Me              | Tal como somos                      | 2015               |                                 |
| Two by Two          | Solo nosotros dos                   | 2016               |                                 |
| Every Breath        | Cada suspiro                        | 2018               |                                 |
| The Return          | El regreso                          | 2020               |                                 |
| The wish            | Cuando los deseos se hacen realidad | 2021               |                                 |
| Dreamland           | Un mundo de ensueño                 | 2022               |                                 |

### No ficción
| Título original                                              | Año de publicación | Coautores    |
| ------------------------------------------------------------ | ------------------ | ------------ |
| Wokini: A Lakota Journey to Happiness and Self-Understanding | 1990               | Billy Mills  |
| Three Weeks with My Brother                                  | 2004               | Micah Sparks |

## Adaptaciones cinematográficas
| Año  | Título España                    | Título original     | Director        | Actores protagonistas                          | Recaudación  |
| ---- | -------------------------------- | ------------------- | --------------- | ---------------------------------------------- | ------------ |
| 1999 | Mensaje en una botella           | Message in a Bottle | Luis Mandoki    | Kevin Costner \| Robin Wright \| Paul Newman   | $118,880,016 |
| 2002 | Un paseo para recordar           | A Walk to Remember  | Adam Shankman   | Shane West \| Mandy Moore                      | $47,494,916  |
| 2004 | El diario de Noah                | The Notebook        | Nick Cassavetes | Rachel McAdams \| Ryan Gosling                 | $115,603,229 |
| 2008 | Noches de tormenta               | Nights in Rodanthe  | George C. Wolfe | Richard Gere \| Diane Lane                     | $84,375,061  |
| 2010 | Querido John                     | Dear John           | Lasse Hallström | Channing Tatum \| Amanda Seyfried              | $114,977,104 |
| 2010 | La última canción                | The Last Song       | George C. Wolfe | Liam Hemsworth \| Miley Cyrus                  | $89,041,656  |
| 2012 | Cuando te encuentre              | The Lucky One       | Scott Hicks     | Zac Efron \| Taylor Schilling                  | $99,357,138  |
| 2013 | Un lugar donde refugiarse        | Safe Haven          | Lasse Hallström | Julianne Hough \| Josh Duhamel                 | $97,594,140  |
| 2014 | Lo mejor de mí                   | The Best of Me      | Michael Hoffman | James Marsden \| Michelle Monaghan             | $35,926,213  |
| 2015 | El viaje más largo               | The Longest Ride    | Luis Mandoki    | Scott Eastwood \| Britt Robertson \| Alan Alda | $62,944,815  |
| 2016 | La decisión (En nombre del amor) | The Choice          | Ross Katz       | Benjamin Walker \| Teresa Palmer               | $23,420,878  |